# TopHit

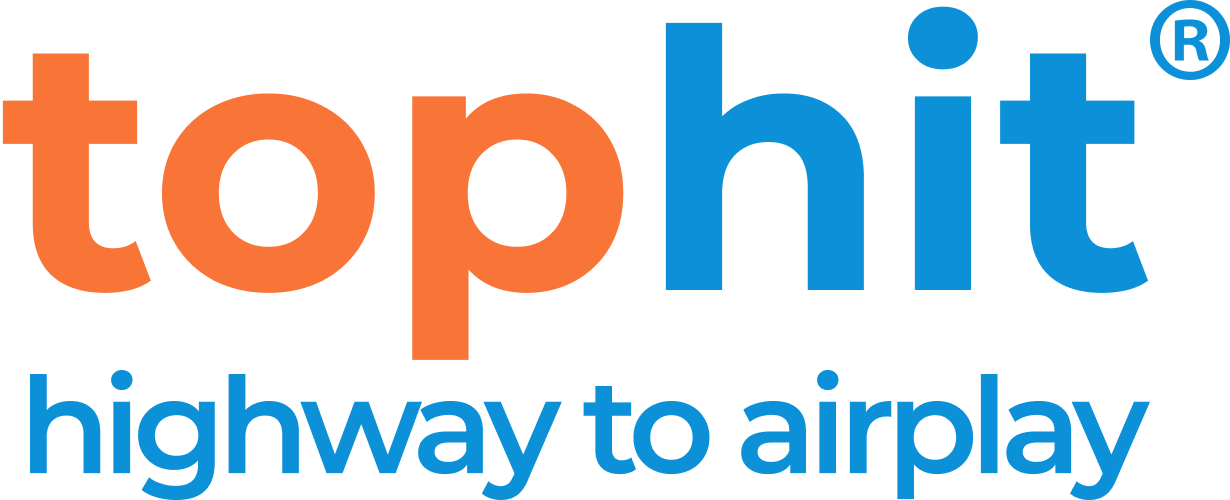
Oficiální logo portálu.

TopHit je ruský hudební portál, který se zabývá on-line distribucí nových singlů v rádiích a videoklipů pro televize. Také zveřejňuje hudební žebříčky, vypracované na základě počtu přehrání v médiích. Všechny žebříčky jsou aktualizovány každý týden ve středu.
Díky širokému partnerství s více než 420 rádií po celém světě, otevřenosti a průhlednosti publikovaných žebříčků je web TopHit často zdrojem, který zachycuje popularitu umělce na území Ruska. Společnost Universal Music jmenovala web TopHit nejautoritativnějším webem, který sleduje vysílání radií v Rusku. První kompozice, která se vyšplhala na 1. místo v žebříčku TopHit, se stala píseň „Oкеан и три реки“ skupiny VIA Gra a Valerije Meladzeho 23. listopadu 2003.